# Romualdo González Fragoso
Romualdo González Fragoso (Sevilla, 18 de mayo de 1862 – Madrid, 3 de junio de 1928) fue un botánico, médico, micólogo español.
Finaliza su Bachillerato y comienza la carrera de Medicina, para graduarse en 1882. Y se va a París para especializarse en pediatría. Allí, es alumno del Museo y Escuela de Altos Estudios de París, adquiriendo sapiencia botánica. Al regresar a España se doctora en Medicina. En Madrid, es nombrado "correspondiente" del Museo de Ciencias Naturales (1883) y "conservador" de las Colecciones del Pacífico del centro. A esa institución le dona su colección de libros, recibiendo en 1884 la "Encomienda de Isabel la Católica". Al suprimirse su cargo en el Museo, vuelve a Sevilla y ejerce como médico.
En 1911, becado por la Junta para Ampliación de Estudios e Investigaciones Científicas para realizar estudios botánicos en países europeos, pudo contactar con renombrados científicos. Tras el periplo, ya en Madrid, dedicó el resto de su vida al estudio de los hongos, lo que quedará reflejado en un centenar de publicaciones científicas, menos de 20 son de antes de 1912, casi todas sobre micología.
Su labor científica en el «Reino Fungi» le llevó a investigaciones en toda España y algunas de África y de América (muy especialmente en la República Dominicana), y a descubrir 550 especies y 13 géneros desconocidos por la ciencia. Estas investigaciones las publica en revistas especializadas, españolas y extranjeras: Anales de la Sociedad Española de Historia Natural, Trabajos del Museo de Ciencias Naturales, Revista de la Real Academia de Ciencias Exactas, Físicas y Naturales, Cavanillesia, Brotéria, Bulletin de la Société Mycologique de Francia, etc.
Delegado por la JAE, fue principal responsable de la creación, en 1915, del "Herbario de Criptógamas" del Museo Nacional de Ciencias Naturales, que en 1928 se trasladaría al Real Jardín Botánico de Madrid. Cuando fallece ya había más de 8.500 especies.
Formó parte de innumerables sociedades científicas españolas y extranjeras: Asociación para el Progreso de las Ciencias, Sociedad Española de Antropología, Sociedad Española de Historia Natural (Presidente en 1920, Socio Honorario desde 1921), Sociedad Catalana de Ciencias Naturales de Barcelona, Sociedad Micológica de Francia, Sociedad Linneana de Lyon, etc.
Murió en Madrid a los 66 años de edad.
- La abreviatura «Gonz.Frag.» se emplea para indicar a Romualdo González Fragoso como autoridad en la descripción y clasificación científica de los vegetales.[2]

## Obras
- Fungi novi vel minus cogniti Horti Botanici Matritensis. Lecti ab Arturo Caballero / auctore Romualdo González Fragoso. Publicación: Madrid: Junta para Ampliación de Estudios e Investigaciones Científicas. Imp. Clásica Española. Cardenal Cisneros, 10. 1917. Madrid. [3]-99 pp.; 22 cm

- Estudio sistemático de los Hifales de la flora española conocidos hasta esta fecha. 1927, Memorias de la Real Academia de Ciencias Exactas, Físicas y Naturales. Madrid, Gráficas reunidas, 1ª ed., 25x18, 377 pp. con dibujos, 850 g

- Historia Natural, de Ángel Cabrera. Volumen 3. Botánica. Autor Romualdo Gonzalez Fragoso. Vida de los animales y de la Plantas. Instituto Gallach de Lib. y Edicc 1960. 496 pp.

- Bubák, F.; González Fragoso, R. 1915. Fungi nonnulli novi Hispanici. Hedwigia 57: 1-13.

- González Fragoso, R. 1914. Varios hongos pocos conocidos o nuevos para la flora Española. Boletín de la Sociedad Española de Hist. Natural 14: 429-437.

- González Fragoso, R. 1914. Nueva contribución a la flora micológica del Guadarrama. Telomicetos y deuteromicetos (adiciones). Trabajos del Museo Nacional de Ciencias Naturales. Madrid Madrid, Series Botánica 7: 1-80.

- González Fragoso, R. 1916. Micromycetos varios de España y Cerdaña. Trabajos del Museo Nacional de Ciencias Nat. Ser. Bot. 9: 1-115.

- González Fragoso, R. 1916. Bosquejo de una flórula Hispalense de micromicetos. Trabajos del Museo Nacional de Ciencias Nat. Ser. Bot. 10: 1-221.

- González Fragoso, R. 1917. Hongos de la Provincia de Malaga. Boletín de la Sociedad Española de Hist. Natural 17: 299-311.

- González Fragoso, R. 1917. Introducción al estudio de la florula de micromicetos de Cataluña. Musei Barcinonensis Scientiarum Naturalium Opera Series Botánica 2: 1-187.

- González Fragoso, R. 1917. Fungi novi vel minus cogniti Horti Botanici Matritense. Trabajos del Museo Nacional de Ciencias Nat. Ser. Bot. 12: 5-99.

- González Fragoso, R. 1918. Pugillus secundus mycetorum Persiae. Boletín de la Real Sociedad Española de Historia Natural 18: 78-85.

- González Fragoso, R. 1919. Anotaciones micológicas. Memorias de la Real Sociedad Española de Historia Natural 11 (3): 77-123.

- González Fragoso, R. 1920. Datos para la deuteromicetologia Catalana. Mem. R. Ac. Cienc. y Artes Barcelona 15: 429-467.

- González Fragoso, R. 1921. Esferopsidales nuevos o poco conocidos de la micoflora Española. Asociación Española para el Progreso de las Ciencias. Congreso de Oporto 6 (Ciencias Naturales): 35-57, 6 figs.

- González Fragoso, R. 1923. Hongos del Jardín Botánico de Madrid. Boletín de la Real Sociedad Española de Historia Natural Madrid 23: 315-329.

- González Fragoso, R. 1923, publ. 1924. Contribución a la flora micológica Lusitánica. Boletim da Sociedade Broteriana Ser. 2 2: 3-83.

- González Fragoso, R. 1925. Detonisia gen.nov. de hongo parásito en una Spirogyra. Nuova Notarisia 36: 141-143.

- González Fragoso, R.; Ciferri, R. 1925. Hongos parásitos y saprofitos de la República Dominicana (1ª serie). Boletín de la Real Sociedad Española de Historia Natural 25: 356-368.

- González Fragoso, R.; Ciferri, R. 1925. Hongos parásitos y saprofitos de la República Dominicana (2ª serie). Boletín de la Real Sociedad Española de Historia Natural 25: 443-456.

- González Fragoso, R.; Ciferri, R. 1925. Hongos parásitos y saprofitos de la República Dominicana (3ª serie). Boletín de la Real Sociedad Española de Historia Natural 25: 508-516.

- Ciferri, R.; González Fragoso, R. 1926. Hongos parásitos y saprofitos de la República Dominicana (4a serie). Boletín de la Real Sociedad Española de Historia Natural 26: 192-202.

- Ciferri, R.; González Fragoso, R. 1926. Hongos parásitos y saprofitos de la República Dominicana (8ª serie). Boletín de la Real Sociedad Española de Historia Natural 26: 491-499.

- González Fragoso, R.; Ciferri, R. 1926. Hongos parásitos y saprofitos de la República Dominicana (5ª serie). Boletín de la Real Sociedad Española de Historia Natural 26: 248-258.

- González Fragoso, R.; Ciferri, R. 1926. Hongos parásitos y saprofitos de la República Dominicana (5ª serie). Publicaciones de la Estación Agronomica de Haina Serie Bot. 7: 14 pp.

- Ciferri, R.; Gonzalez Fragoso, R. 1927. Hongos parásitos y saprófitos de la República Dominicana. Serie 10. Boletín de la Real Sociedad Española de Historia Natural 27: 165-177, 7 figs.

- González Fragoso, R.; Ciferri, R. 1927. Hongos parásitos y saprofitos de la República Dominicana. 6ª-10ª series. Boletín de la Real Sociedad Española de Historia Natural 27: inc. 473.

- González Fragoso, R.; Ciferri, R. 1927. Hongos parásitos y saprofitos de la República Dominicana. 6ª-10ª series. Publicaciones de la Estación Agronomica de Haina Serie Bot. 8: 1-99.

- González Fragoso, R. 1927. Tres notas micológicas. Boletín de la Real Sociedad Española de Historia Natural 27: 346-358.

- González Fragoso, R.; Ciferri, R. 1928. Hongos parasitos y saprofitos de la Republica Dominicana. 6ª-10ª series. Boletín de la Estación Agronomica de Moca Ser. Bot. 11: 1-99.

- González Fragoso, R.; Ciferri, R. 1928. Hongos parásitos y saprofitos de la República Dominicana. 16ª serie. Boletín de la Real Sociedad Española de Historia Natural 28: 377-388.

- González Fragoso, R.; Ciferri, R. 1928. Hongos parásitos y saprófitos de la Republica Dominicana. 16ª Serie. Publicaciones. Estación Agronómica de Moca Ser. B, Botánica 13: 1-17.[3]